# Église Saint-Jacques de Muret
L'église Saint-Jacques de Muret est une église catholique située à Muret, dans le département français de la Haute-Garonne en France.

## Présentation
L'église datant des XIIe, XIVe, XVe et XVIe siècles a été inscrite au titre des monuments historiques en sa totalité en 2005.
Le clocher octogonal de type toulousain a été classé au titre des monuments historiques en 1928 et le portail d'entrée en 1935.

## Description

### Intérieur

#### Trésor de lacrypte
La crypte a été construite au XVIe siècle afin de protéger du vol et du vandalisme les reliques de saint Germier.
Les cloches de la chapelle Saint-Amans, ainsi que les anciennes croix pattées en pierre provenant du cimetière y sont conservées.
Des écussons armoriés (armes des rois de France, armoiries de la ville de Muret) sont gravés sur des culots de lampe sculptés en pierre ; ils sont datés du XVIe siècle.
Sont classés au titre objet des monuments historiques :
- Dans la crypte se trouve une pietà en bois polychrome datant du XVe – XVIe siècle[2],[3]. La statue se trouvait dans la chapelle Saint-Amans d'Estantens, elle a été restaurée avec du vert à la place du bleu.
- Une statue en albâtre de sainte Anne et de sa fille Marie (lisant des psaumes) datée du XIVe ou du XVIe siècle[4]. Le bas-relief n'est pas local, il provient d'un atelier anglais de Nottingham.

Sont inscrits à l'inventaire des monuments historiques :
- Le coffre reliquaire de saint Germier, datant du XVIIIe siècle[5], le couvercle est sculpté avec l'ensemble composé d'une mitre, d'une crosse, d'une croix, et d'une étole, il est aujourd'hui manquant.
- La statue de saint Jacques datant du XVIIIe siècle, la statue a été léguée en 1993 par Madame Dessort, fille de Ferrot, sculpteur et brocanteur[6].
- La statue de saint Joseph tenant dans la main gauche un lys, et de la main droite, un ciseau à bois, elle date du XIXe siècle[7].
- La statuette de la Vierge à l'Enfant datant du XVIIIe siècle[8].
- La statuette d'un Ange dit "Ange à la chaîne" datée de 1810[9].
- Les deux statues d'Anges adorateurs datant du XVIIe siècle, elles ont été données par l'abbé Denys[10].
- La croix de procession de Saint-Amans en cuivre estampé datant du XIIIe siècle[11], elle était conservée jusqu'en 1932 dans l'église Saint-Amans. Sur l'avers est représenté : au centre, le Christ en croix (ces yeux sont formés par deux turquoises saillantes), les quatre branches sont terminées par des fleurons portant l'estampage des Évangélistes[12] ; sur le revers est représenté : le Christ pantocrator, les quatre branches sont terminées par des fleurons portant les symboles du tétramorphe (l'homme ailé ou l'ange pour Matthieu, le lion pour Marc, le taureau pour Luc et l'aigle pour Jean)[13].
- La croix et les quatre chandeliers d'autel datant du XVIIIe siècle[14].
- La statue du Christ en croix en bois datant du XVIIe siècle[15].
- Le pupitre datant du XIXe siècle[16].
- Le bras reliquaire de saint Blaise datant du XVIIIe siècle[17].
- Le tabernacle provenant de l'église de Saint-Pierre-de-Bajourville datant du XVIIIe siècle[18].
- Le buste-reliquaire de saint Fabien datant du XVIIIe siècle, il contient les reliques des saints Fabien, Urbain et Sébastien[19].

#### La sacristie
Dans la sacristie se trouve un monumentale chapier-chasublier datant du XIXe siècle.
Sont classés au titre objet des monuments historiques :
- Un ciboire en argent daté de 1634 réalisé par l'orfèvre Rey Salviet, l'objet a été volé en 1988[20].
- 2 burettes et un plateau à burettes en argent daté de 1648 réalisé par l'orfèvre Joos Thierry, l'objet a été volé en 1988[21].

Sont inscrits à l'inventaire des monuments historiques :
- Un ostensoir en argent daté entre 1809 et 1819 réalisé par l'orfèvre Samson Louis III[22].
- Un ostensoir en argent daté entre 1819 et 1838 réalisé par l'orfèvre Samson Louis IV[23].
- Un calice et patène en argent daté de 1850 réalisé par les orfèvres Martin et Dejean[24].
- L'ornement liturgique : chasuble, étole de clerc, manipule, voile de calice et bourse de corporal daté de 1750[25].
- L'ornement liturgique : chasuble, étole de clerc, manipule, voile de calice et bourse de corporal daté de 1750 à 1760[26].
- L'ornement liturgique : chasuble, étole de clerc, manipule, voile de calice et bourse de corporal daté de 1780 à 1820[27].
- L'ornement liturgique : chasuble, étole de clerc, manipule, voile de calice et bourse de corporal daté de 1780 à 1820[28].
- Un tableau de l'Annonciation datant du XIXe siècle[29].
- Un tableau du portrait de l'abbé Casimir Taillefer de La Portalière daté de 1892 - 1893[30].
- Un tableau du portrait du chanoine Eugène Gay daté de 1892 - 1893[31].
- Un tableau du portrait de l'abbé Pierre Cornus daté de 1892 - 1893[32].
- Un tableau du portrait du curé Jean de Lafont daté de 1892 - 1893[33].
- Un tableau du portrait de l'abbé Jean-Toussaint Astre daté de 1892 - 1893[34].
- Un tableau du portrait de l'abbé Alexis Petit daté de 1892 - 1893[35].

#### Partie arrière

##### L'orgue
L'orgue actuel date de la première moitié du XIXe siècle. C'est un orgue de transition ou orgue romantique, il est appelé ainsi par opposition avec l'orgue classique ou baroque des XVIIe et XVIIIe siècles, et plus tard de l'orgue symphonique de la seconde moitié du XIXe siècle.
Ce type d'orgue incite à la méditation par ses jeux de fonds, il s'adapte également aux chants et aux airs d'opéra par ses jeux de récits et d'anche variés.
Sur le buffet d'orgue richement décoré sont écrits les mots en latin : "Laudate dominum in.... organo" signifiant en français : "Louez le Seigneur avec.... l'orgue".
La citation constitue un jeu de mots inspirée du dernier psaume de la Bible.
Historique
Aux XVIIe et XVIIIe siècles, il existait déjà un instrument. En 1838, la paroisse achète à M. Ponsan de Toulouse un orgue d'occasion, il est installé par l'organiste Jean Auguste Montlezun. En 1845, Théodore Puget transforme et restaure l'orgue. En 1858 et 1865, les facteurs Emile Poirier et Nicolas Lieberknecht (créacteurs des orgues de la Daurade à Toulouse et de Notre-Dame-du-Camp à Pamiers) agrandissent l'orgue. En 1886, l'orgue est de nouveau restauré par la Maison Puget.
Il est entièrement restauré de 1989 à 1991.
Sont répertoriés à l'inventaire des monuments historiques :
- La partie instrumentale de l'orgue, elle est classée au titre d'objet depuis 1979[38],[39].
- Le buffet d'orgue, il est inscrit au titre d'objet depuis 2006[39],[40].

En arrière plan, de chaque côté de l'orgue est placé un tableau, à gauche un tableau d'un évêque (saint Germier ou saint Exupère), à droite un tableau de la treizième station du chemin de croix.

#### Chapelle saintDominique
- Sur l'autel, deux statues sculptées en marbre représentent Notre-Dame du Rosaire remettant le rosaire à saint Dominique.
- En arrière plan, une plaque commémorative des morts de la ville de Cazères pour la France.
- Le tableau de Notre-Dame du Rosaire et de saint Dominique a été peint par Antony Guiraud en 1855. Notre-Dame du Rosaire est entourée d'anges, saint Dominique tient les bras tendus le rosaire qu'il a reçu de Notre-Dame du Rosaire, l'Enfant Jésus tient une couronne de laurier et la remet à saint Dominique.

#### Chapelle saintAntoine de Padoueet entrée de labaptistère
Au fond de la chapelle se trouve l'entrée de la baptistère.

#### Lanef

##### Partie avant
Le tableau de l'apparition de la Vierge Marie date de 1874. C'est une copie d'un des tableaux réalisés par le peintre espagnol Murillo au XVIIIe siècle pour l'église Sainte-Maria-la-Blanca de Séville (es), ce tableau a ensuite été rapporté d'Espagne par le maréchal Soult, puis est donné au roi Louis XVIII en 1817, puis il entre ensuite dans les collections du musée du Louvre où il est encore exposé. Sur la demande du député Charles Niel, une copie de ce tableau est offerte à la paroisse de Muret par le ministère en 1874.
Sont classés au titre objet des monuments historiques :
- Le tableau de l'Apothéose de saint Germier datant du XVIIIe siècle[41].
- Le tableau de saint Dominique présentant le projet de l’«Ordre des Frères Prêcheurs» au pape Honorius III[42], il a été peint au XVIIIe siècle[41].
- La croix d'offrande datant du XVIIIe – XIXe siècle, l'objet a été volé en 1988[43].

Sont inscrits à l'inventaire des monuments historiques :
- Le bénitier en marbre de Caunes-Minervois datant du XVIIIe siècle[44].
- La croix dite de Bomarsund, don du Maréchal Niel en 1854[45].

#### Chapelle saintJoseph
La chapelle a été construite en 1892.
Le tableau La mort de saint Joseph datant de 1852 et peint par Viger-Duvigneau est inscrit à l'inventaire des monuments historiques.
L'autel et le tabernacle sont en marbre, sur le devant de l'autel est sculpté au centre la mort de saint Joseph, à droite saint Jean de la Croix et à gauche sainte Thérèse d'Avila.

#### Chapelle durosaire
Sur le mur gauche se trouve une plaque d'informations où il est écrit : Dans ce sanctuaire pendant la bataille de Muret, le 12 septembre 1213, la Vierge Marie recommanda à saint Dominique de réciter et prêcher le rosaire.
Sur un autel au centre de la chapelle est placée une statue de Notre-Dame de Lourdes.
Dans une fenêtre du mur droit se trouve une pietà en bois polychrome dorée avec sur son socle le message "Salus infirmorum" signifiant "Santé des malades", elle proviendrai peut-être de l'un des anciens hospice de la ville.
Au fond de la chapelle se trouve une fenêtre avec deux vitraux et une rosace.
Sont inscrits à l'inventaire des monuments historiques :
- La statue du Christ en croix (placée au-dessus de l'entrée de la chapelle) datant du XVIe siècle[47].
- La statue du Christ en croix (placée sur la gauche à l'intérieur de la chapelle) datant du XIVe – XVe siècle[48].

#### Chapelle saintGermier
La chapelle a été construite par l'architecte Joseph Raynaud en 1873. Le vitrail a été fabriqué par Louis-Victor Gesta.
L'autel, le tabernacle et la console ont été réalisés par Moulins, sculpteur à Toulouse.
La statue, le cul-de-lampe et le dais à clocheton sont en grès-cérame, ils ont été faits par les ateliers de Gaston Virebent.
Le décor a été peint en 1874 par le peintre de Toulouse Engalière. La châsse datant de 1882 contient des reliques de saint Germier et l'acte de consécration de l'église de Saint-Germier-le-Neuf daté du 21 août 1156.
Sont inscrits à l'inventaire des monuments historiques :
- L'autel, la châsse et la statue de saint Germier datant de 1872 à 1882[49].
- Le coffre reliquaire de saint Germier (situé dans la crypte), l'autel et le dais d'exposition datant du XVIIIe siècle[5].
- La tableau d'un prêtre imposant la chaîne de saint Germier à un malade ou fidèle, en arrière plan, saint Germier tient sa crosse dans la main gauche, il est entouré de deux diacres, le tableau date du début du XIXe siècle[50].

#### Lechœur
Le décor du chœur est composé de :
- Six statues : sur la gauche, saint Luc, saint Matthieu et saint Pierre, sur la droite, saint Jean l'évangéliste, saint Marc et saint Paul.
- Deux coffres reliquaire : le coffre contenant une relique de saint Dominique est placé sous la statue de saint Pierre, le coffre contenant une relique de saint Jacques est placé sous la statue de saint Paul.
- Au centre du chœur, une cuve baptismale en marbre blanc.

Au fond du chœur, l'abside :
- L'autel est en marbre blanc avec quatre colonnes en marbre rose, ces trois bas-reliefs représentent : (sur la gauche) la bataille de Muret, (au centre) une représentation de la Cène, (sur la droite) Notre-Dame du Rosaire donne le rosaire à saint Dominique.
  - Le bas-relief représentant la bataille de Muret est une des rares figurations à Muret de la célèbre bataille de septembre 1213. Saint Dominique est représenté comme défenseur de la foi et de la patrie, il invoque la protection du Christ. Simon IV de Montfort est sur un cheval entouré de ses soldats. Le légendaire crucifix qu'aurait brandi saint Dominique lors de la bataille et sur lequel les flèches de l'ennemi se seraient fichées est visible dans la crypte de la basilique Saint-Sernin de Toulouse.
- Sur l'autel, un tabernacle, décoré avec une frise composée de feuilles de vigne et de grappes de raisin, au-dessus du réceptacle, est placé un globe surmonté d'une croix.
- Un tableau peint par Joseph Roques, il représente la crucifixion de Jésus avec la Vierge Marie, saint Jean l'évangéliste et Marie-Madeleine au pied de la croix.
- La gloire de saint Jacques en bois et plâtre polychrome a été sculptée par Jean-Benoît Salesses au XIXe siècle. Saint Jacques est entouré d'anges et de la lumière de Dieu, il monte au ciel avec l'aide des anges.

Sont classés au titre objet des monuments historiques :
- La clôture de chœur daté de 1753[51].

Sont inscrits à l'inventaire des monuments historiques:
- Le décor du chœur avec les six statues : saint Pierre, saint Paul et les quatre Évangélistes,
- L'autel en marbre avec ses trois bas-reliefs,
- Le tableau de la crucifixion,
- La gloire et la statue de saint Jacques.

#### ChapelleNotre-Dame de la Salette
En 1846, la Vierge Marie apparaît à deux enfants bergers à La Salette. Avec la guérison miraculeuse de Gabrielle Dorbes à l'hospice de Muret en 1855, une confrérie de Notre-Dame de la Salette a été créée en 1856 à Muret. La confrérie et l'abbé Petit demande la construction d'une chapelle dans l'église à Mgr Mioland qui l'autorise. Grâce aux dons, la chapelle est construite en 1879.
La chapelle est percée d'un puits de lumière artificiel.
L'autel est sculpté dans le plâtre, le bas-relief central représente l'apparition de Notre-Dame de La Salette (Vierge Marie) aux deux enfants.

## Galerie

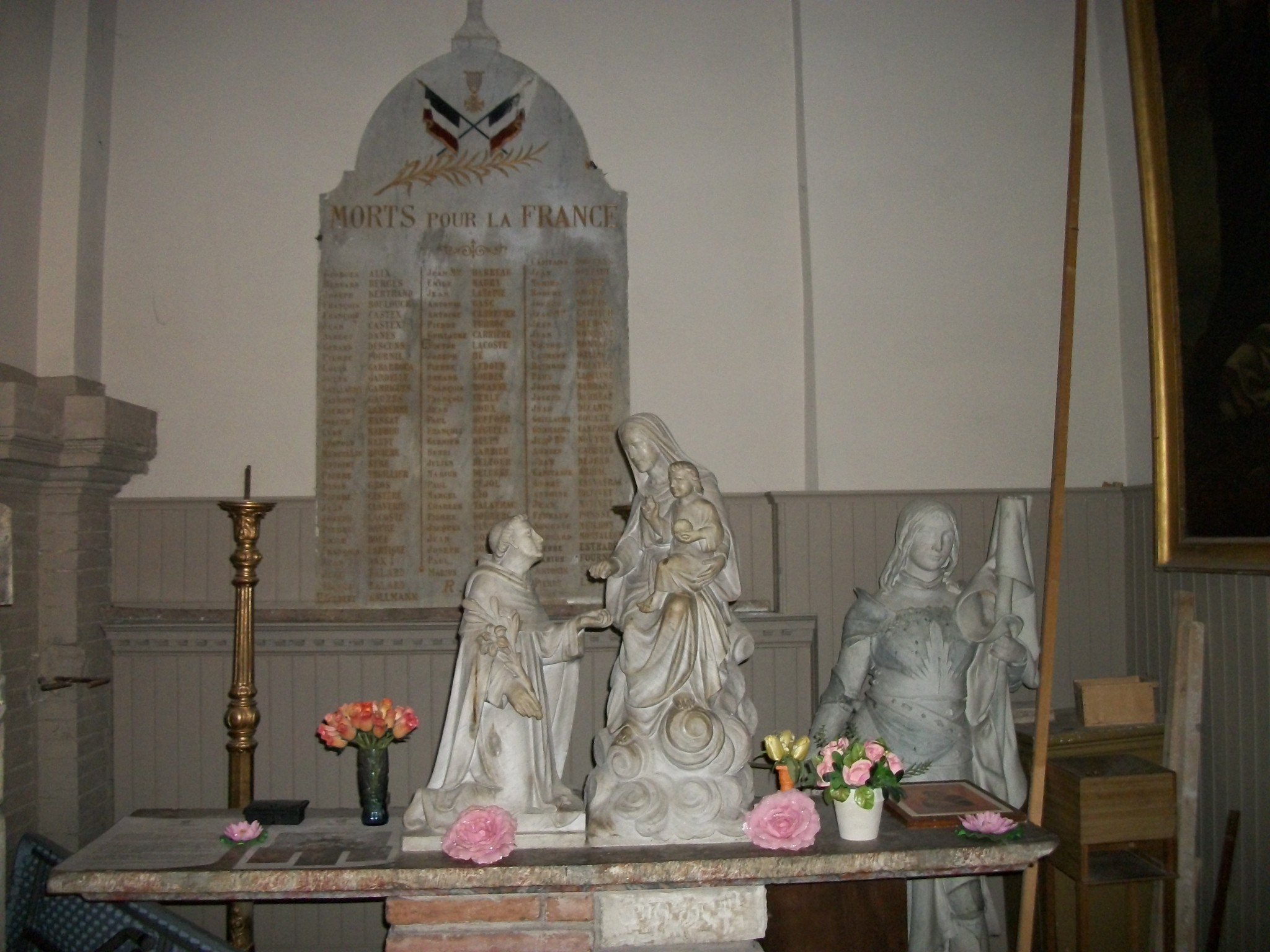
Sur l'autel une représentation de Notre-Dame du Rosaire remettant le rosaire à saint Dominique.
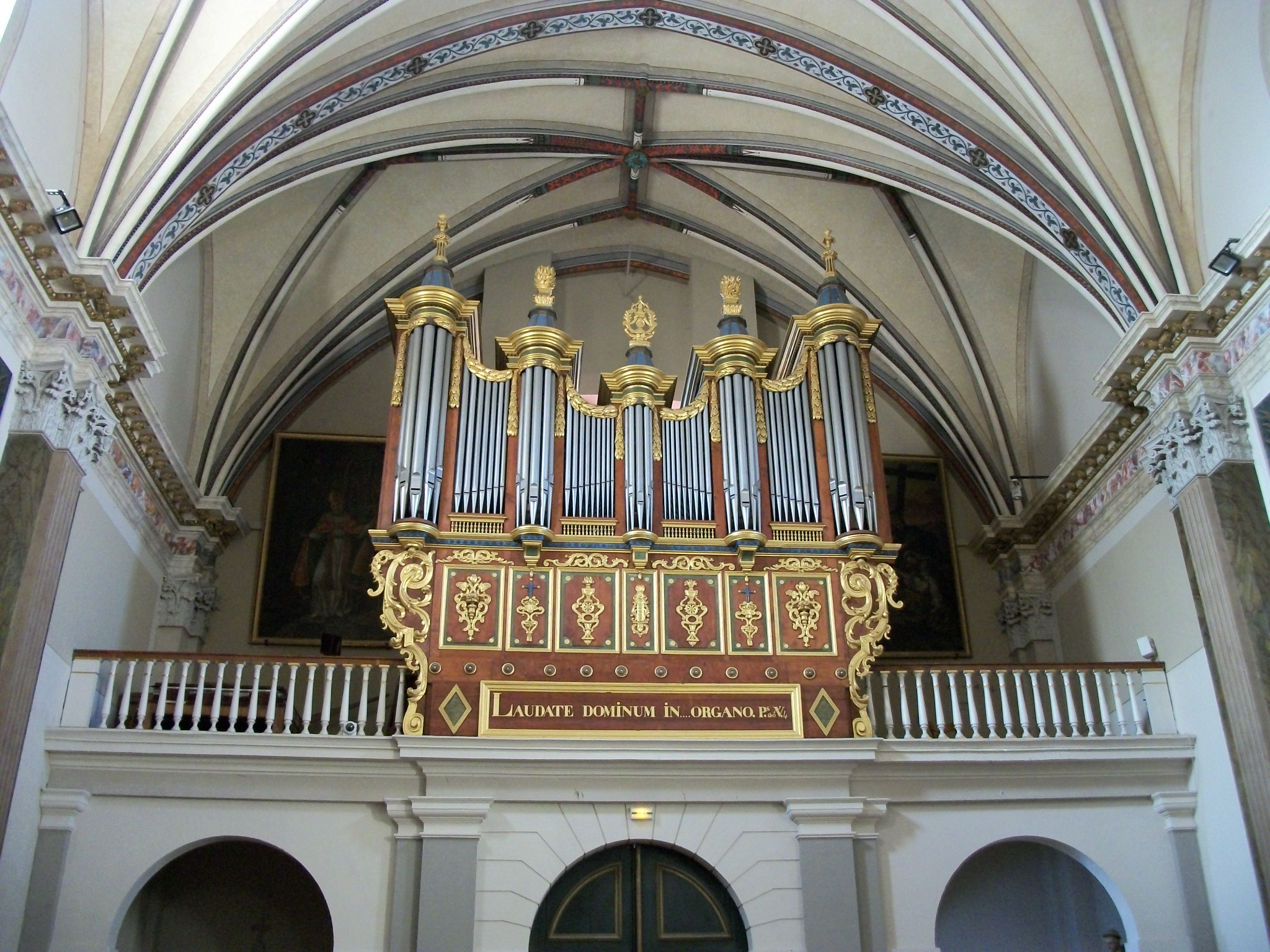
L'orgue
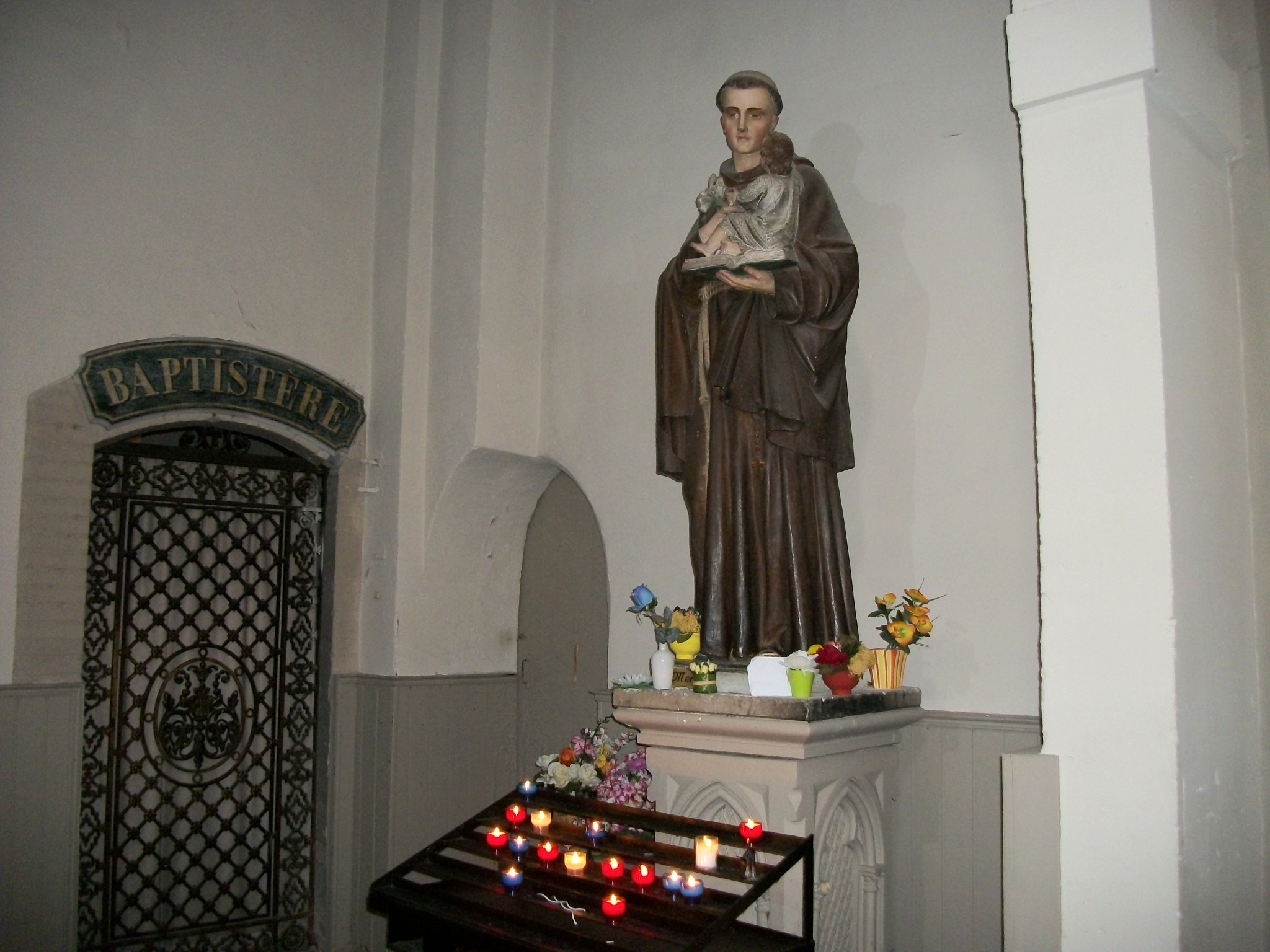
Statue de saint Antoine de Padoue
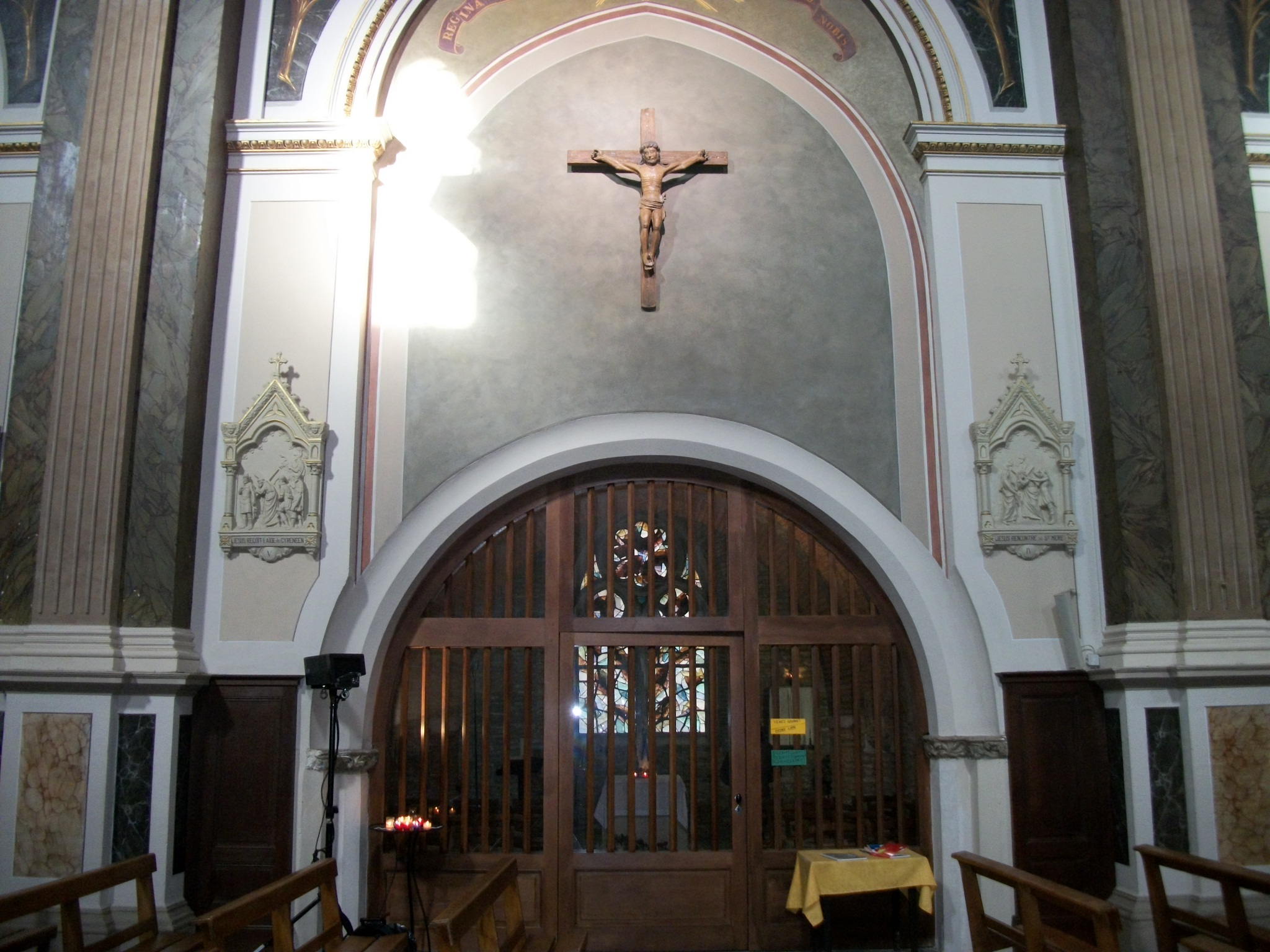
Chapelle du rosaire
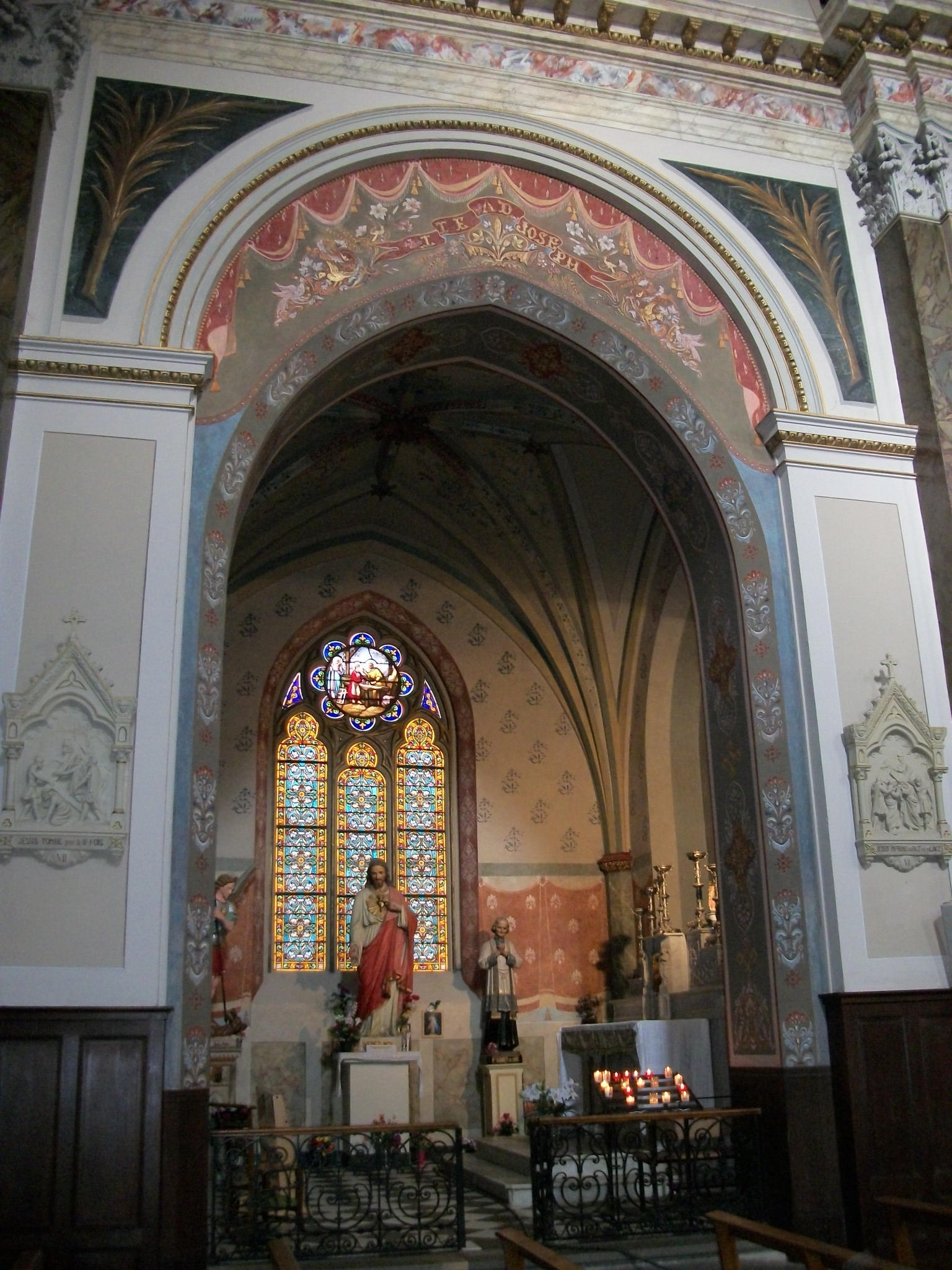
Chapelle du Sacré-Cœur de Jésus
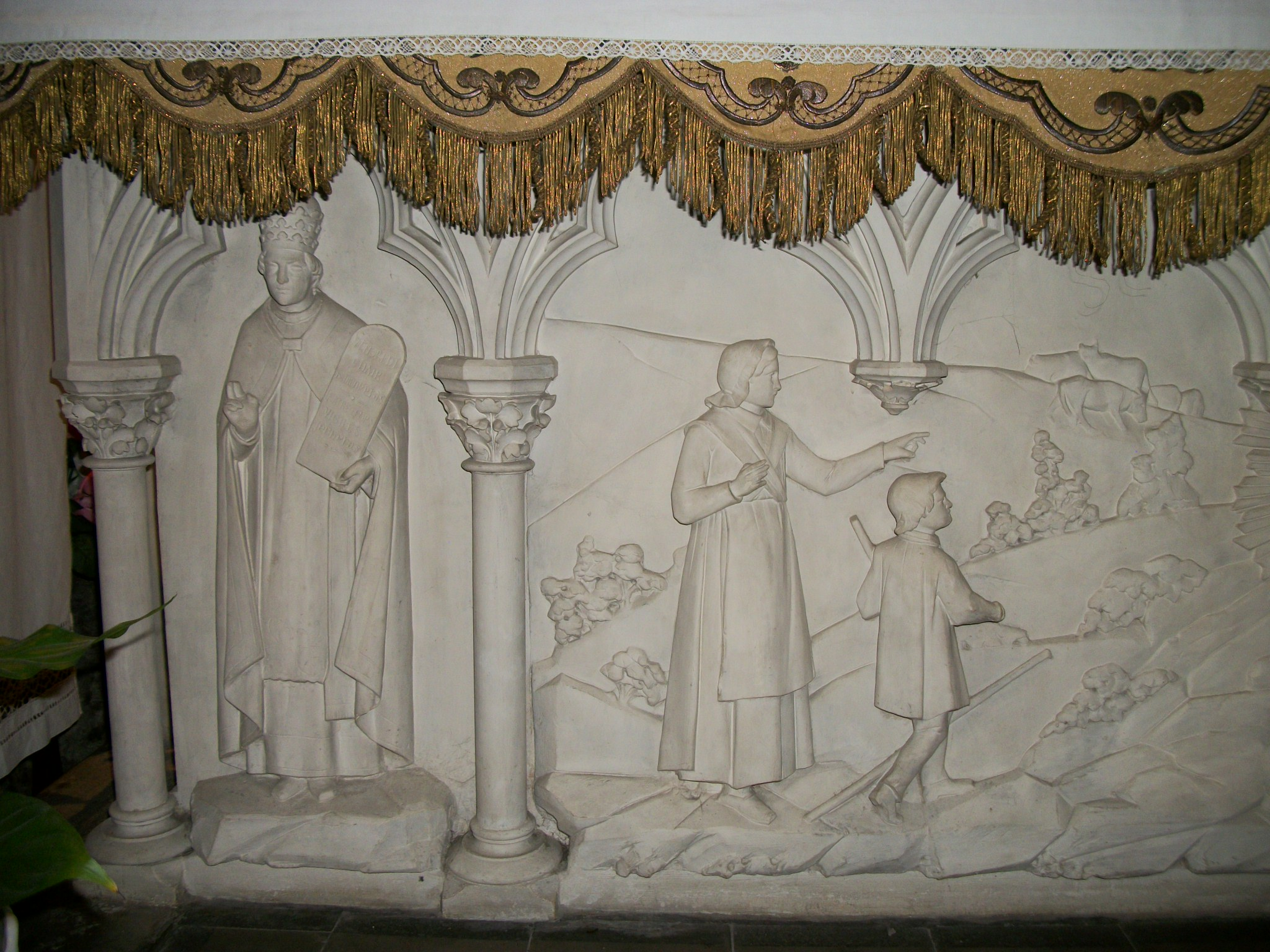
À gauche du bas-relief centrale, un évêque tenant une des tables en pierre de la loi mosaïque
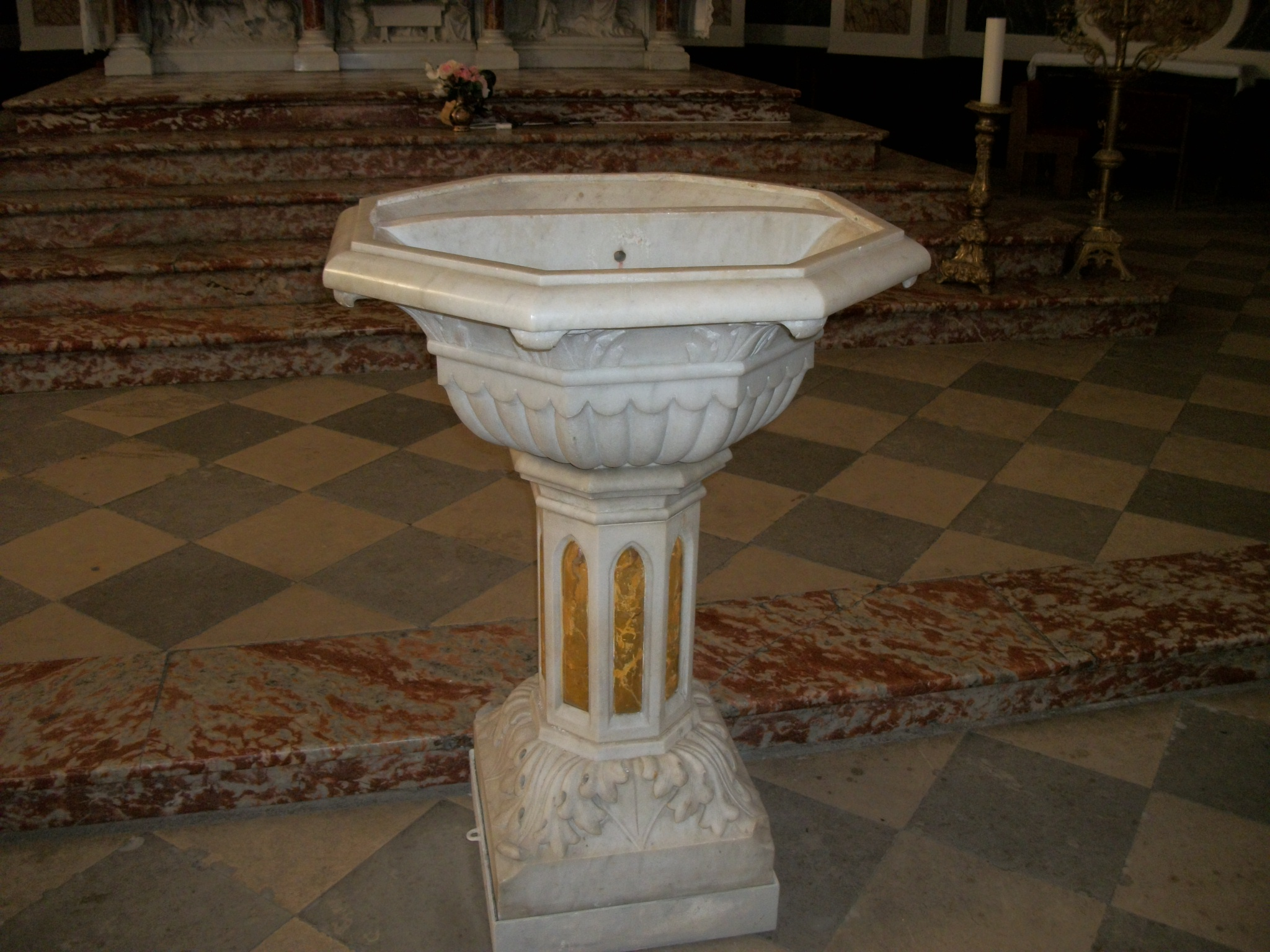
La cuve baptismale
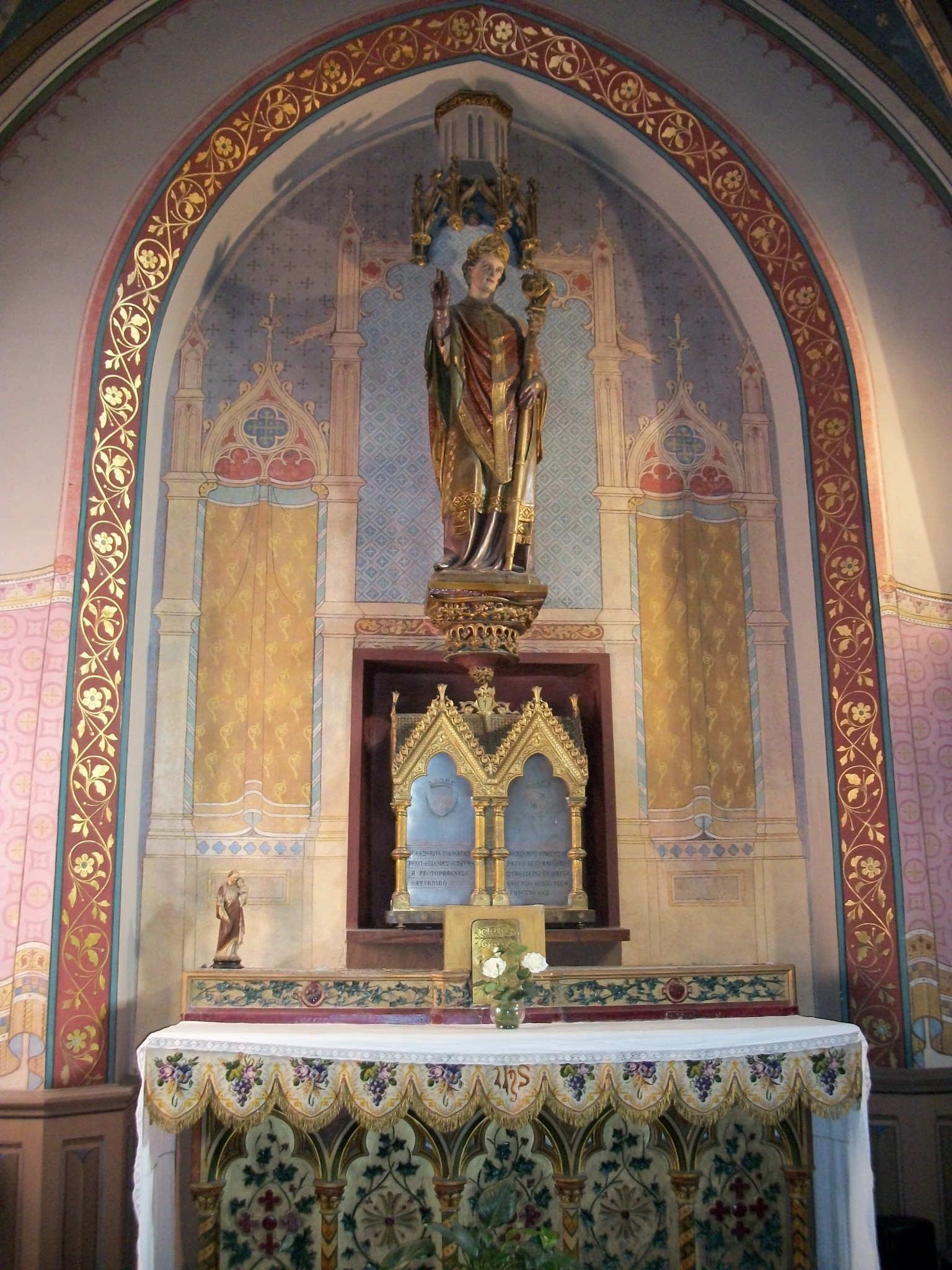
L'ensemble autel, châsse et statue de saint Germier